# Championnats d'Europe de cyclisme sur route 2001
Navigation
Édition précédente Édition suivante
Les Championnats d'Europe de cyclisme sur route 2001 se sont déroulés du 24 au 26 août 2001, à Apremont en France. 

## Compétitions
| Vendredi 24 août - Femmes - moins de 23 ans - Hommes - moins de 23 ans | Dimanche 26 août - Femmes - moins de 23 ans - Hommes - moins de 23 ans |

## Résultats
| Compétitions             | Or                         | Temps           | Argent                          | Temps  | Bronze                   | Temps  |
| Hommes - moins de 23 ans |                            |                 |                                 |        |                          |        |
| Course en ligne          | Giampaolo Caruso Italie    | 3 h 50 min 53 s | Eric Baumann Allemagne          | + 9 s  | Roman Lougovyi Ukraine   | m.t.   |
| Contre-la-montre         | Manuel Quinziato Italie    | 39 min 03 s     | Alexander Bespalov Russie       | + 20 s | Sebastian Lang Allemagne | + 30 s |
| Femmes - moins de 23 ans |                            |                 |                                 |        |                          |        |
| Course en ligne          | Mirella van Melis Pays-Bas | 2 h 49 min 56 s | Angela Hennig-Brodtka Allemagne | m.t.   | Sophie Creux France      | m.t.   |
| Contre-la-montre         | Nicole Brändli Suisse      | 27 min 28 s     | Lada Kozlíková Tchéquie         | + 3 s  | Olga Zabelinskaïa Russie | + 13 s |

## Tableau des médailles
| Rang  | Nation    | Or | Argent | Bronze | Total |
| ----- | --------- | -- | ------ | ------ | ----- |
| 1     | Italie    | 2  | 0      | 0      | 2     |
| 2     | Pays-Bas  | 1  | 0      | 0      | 1     |
| 2     | Suisse    | 1  | 0      | 0      | 1     |
| 4     | Allemagne | 0  | 2      | 1      | 3     |
| 5     | Russie    | 0  | 1      | 1      | 2     |
| 6     | Tchéquie  | 0  | 1      | 0      | 1     |
| 7     | Ukraine   | 0  | 0      | 1      | 1     |
| 7     | France    | 0  | 0      | 1      | 1     |
| Total | Total     | 4  | 4      | 4      | 12    |